# Ramon Sala i Saçala
Ramon Sala i Saçala (Vic?, 1665 - Vic, 13 d'abril de 1697) fou veguer i batlle de Vic.
També conegut com a Ramon de Sala i Saçala, fou descendent i continuador d'un llinatge de barons que van exercir càrrecs de gran importància ciutadana. El seu besavi Francesc fou conseller en cap el 1628 i capità dels sometents de Vic. El seu avi, també Francesc, a més del càrrec de conseller en cap, el 1676, fou veguer i batlle de Vic el 1670. Amb només vint-i-sis anys, Ramon Sala fou nomenat veguer i batlle de Vic pel virrei de Catalunya, i duc de Medina Sidònia Juan Clarós Pérez de Guzmán y Fernández de Córdoba, substituint qui ho havia estat fins aleshores, Francesc de Camats. Els seus dots de comandament quedaren palesos, especialment, en les guerres contra els francesos, que sovintejaren des de 1635, i de les quals aconseguí sortir victoriós. Entre les batalles en les quals participà destaca la Batalla de Sant Feliu de Pallerols, la qual va tenir lloc el 10 de març de 1695. Alhora, durant la Guerra dels Nou Anys (1688-1697), Ramon Sala, juntament amb Josep Mas de Roda, menant 16 companyies de miquelets i el sometent d'Osona en la batalla de Sant Esteve d'en Bas, derrota les tropes franceses, formades per uns 1.300 efectius, 826 dels quals foren fets presoners i 260 van morir.
Després de la seva mort, fou el seu germà Fèlix qui el succeí en el càrrec de veguer.